# Natação nos Jogos Olímpicos de Verão de 2016 - 100 m costas masculino
A competição dos 100 metros costas masculino da natação nos Jogos Olímpicos de Verão de 2016 foi disputada nos dias 7 e 8 de agosto no Estádio Aquático Olímpico.

## Medalhistas
| Ouro   | USA Ryan Murphy   |
| Prata  | CHN Xu Jiayu      |
| Bronze | USA David Plummer |

## Recordes
Antes desta competição, os recordes mundiais e olímpicos da prova eram os seguintes:
| Tipo | Atleta        | Tempo | Local        | Data                |
| ---- | ------------- | ----- | ------------ | ------------------- |
|      | Aaron Peirsol | 51.94 | Indianápolis | 8 de julho de 2009  |
|      | Matt Grevers  | 52.16 | Londres      | 30 de julho de 2012 |

Os seguintes recordes mundiais ou olímpicos foram estabelecidos durante esta competição:
| Data        | Evento | Atleta          | Tempo | Notas            |
| ----------- | ------ | --------------- | ----- | ---------------- |
| 8 de agosto | Final  | USA Ryan Murphy | 51.97 | Recorde olímpico |

## Resultados

### Eliminatórias
| Pos. | Elim. | Raia | Nadador              | CON                        | Tempo   | Notas            |
| ---- | ----- | ---- | -------------------- | -------------------------- | ------- | ---------------- |
| 1    | 5     | 5    | Camille Lacourt      | FRA França                 | 52.96   | Q                |
| 2    | 3     | 5    | Xu Jiayu             | CHN China                  | 53.01   | Q                |
| 3    | 5     | 4    | Mitch Larkin         | AUS Austrália              | 53.04   | Q                |
| 4    | 3     | 4    | Ryan Murphy          | USA Estados Unidos         | 53.06   | Q                |
| 5    | 4     | 4    | David Plummer        | USA Estados Unidos         | 53.19   | Q                |
| 6    | 3     | 3    | Evgeny Rylov         | RUS Rússia                 | 53.25   | Q                |
| 7    | 5     | 1    | Josh Beaver          | AUS Austrália              | 53.47   | Q                |
| 8    | 5     | 3    | Ryosuke Irie         | JPN Japão                  | 53.49   | Q                |
| 9    | 4     | 2    | Robert Glință        | ROU Romênia                | 53.51   | Q                |
| 10   | 4     | 5    | Chris Walker-Hebborn | GBR Grã-Bretanha           | 53.54   | Q                |
| 11   | 4     | 3    | Grigoriy Tarasevich  | RUS Rússia                 | 53.65   | Q                |
| 12   | 4     | 6    | Christopher Reid     | RSA África do Sul          | 53.68   | Q                |
| 13   | 5     | 6    | Guilherme Guido      | BRA Brasil                 | 53.80   | Q                |
| 14   | 3     | 1    | Shane Ryan           | IRL Irlanda                | 53.85   | Q,               |
| 15   | 3     | 2    | Jan-Philip Glania    | GER Alemanha               | 53.87   | Q                |
| 16   | 2     | 6    | Corey Main           | NZL Nova Zelândia          | 53.99   | Q                |
| 17   | 4     | 7    | Javier Acevedo       | CAN Canadá                 | 54.11   |                  |
| 18   | 5     | 2    | Apostolos Christou   | GRE Grécia                 | 54.12   |                  |
| 19   | 5     | 7    | Junya Hasegawa       | JPN Japão                  | 54.17   |                  |
| 20   | 2     | 1    | Hugo González        | ESP Espanha                | 54.18   |                  |
| 21   | 2     | 5    | Li Guangyuan         | CHN China                  | 54.36   |                  |
| 22   | 4     | 8    | Quah Zheng Wen       | SIN Singapura              | 54.38   |                  |
| 23   | 4     | 1    | Radosław Kawęcki     | POL Polônia                | 54.39   |                  |
| 24   | 2     | 4    | Danas Rapšys         | LTU Lituânia               | 54.40   |                  |
| 25   | 3     | 8    | Gábor Balog          | HUN Hungria                | 54.48   |                  |
| 26   | 2     | 3    | Tomasz Polewka       | POL Polônia                | 54.52   |                  |
| 27   | 3     | 7    | Yakov Toumarkin      | ISR Israel                 | 54.66   |                  |
| 28   | 3     | 6    | Simone Sabbioni      | ITA Itália                 | 54.91   |                  |
| 29   | 5     | 8    | Mikita Tsmyh         | BLR Bielorrússia           | 54.97   |                  |
| 30   | 2     | 7    | Won Young-jun        | KOR Coreia do Sul          | 55.05   |                  |
| 31   | 2     | 8    | Albert Subirats      | VEN Venezuela              | 55.44   |                  |
| 32   | 2     | 2    | Viktar Staselovich   | BLR Bielorrússia           | 55.68   |                  |
| 33   | 1     | 4    | Merdan Ataýew        | TKM Turcomenistão          | 56.34   | Recorde nacional |
| 34   | 1     | 5    | Timothy Wynter       | JAM Jamaica                | 57.20   |                  |
| 35   | 1     | 3    | David van der Colff  | BOT Botsuana               | 57.77   |                  |
| 36   | 1     | 6    | Driss Lahrichi       | MAR Marrocos               | 58.01   |                  |
| 37   | 1     | 2    | Yaaqoub Al-Saadi     | UAE Emirados Árabes Unidos | 59.58   |                  |
| 38   | 1     | 1    | Hamdan Bayusuf       | KEN Quênia                 | 1:00.28 |                  |
| 39   | 1     | 7    | Noah Al-Khulaifi     | QAT Catar                  | 1:07.47 |                  |

### Semifinais

#### Semifinal 1
| Pos. | Raia | Nadador              | CON                | Tempo | Notas |
| ---- | ---- | -------------------- | ------------------ | ----- | ----- |
| 1    | 5    | Ryan Murphy          | USA Estados Unidos | 52.49 | Q     |
| 2    | 4    | Xu Jiayu             | CHN China          | 52.73 | Q     |
| 3    | 3    | Evgeny Rylov         | RUS Rússia         | 52.84 | Q     |
| 4    | 6    | Ryosuke Irie         | JPN Japão          | 53.21 | Q     |
| 5    | 7    | Christopher Reid     | RSA África do Sul  | 53.70 |       |
| 6    | 2    | Chris Walker-Hebborn | GBR Grã-Bretanha   | 53.75 |       |
| 7    | 8    | Corey Main           | NZL Nova Zelândia  | 54.29 |       |
| 8    | 1    | Shane Ryan           | IRL Irlanda        | 54.40 |       |

#### Semifinal 2
| Pos. | Raia | Nadador             | CON                | Tempo | Notas |
| ---- | ---- | ------------------- | ------------------ | ----- | ----- |
| 1    | 3    | David Plummer       | USA Estados Unidos | 52.50 | Q     |
| 2    | 5    | Mitch Larkin        | AUS Austrália      | 52.70 | Q     |
| 3    | 4    | Camille Lacourt     | FRA França         | 52.72 | Q     |
| 4    | 2    | Robert Glință       | ROU Romênia        | 53.34 | Q,    |
| 5    | 7    | Grigoriy Tarasevich | RUS Rússia         | 53.46 |       |
| 6    | 8    | Jan-Philip Glania   | GER Alemanha       | 53.94 |       |
| 7    | 6    | Josh Beaver         | AUS Austrália      | 53.95 |       |
| 8    | 1    | Guilherme Guido     | BRA Brasil         | 54.16 |       |

### Final
| Pos.              | Raia | Nadador         | CON                | Tempo | Notas            |
| ----------------- | ---- | --------------- | ------------------ | ----- | ---------------- |
| Medalha de ouro   | 4    | Ryan Murphy     | USA Estados Unidos | 51.97 | Recorde olímpico |
| Medalha de prata  | 2    | Xu Jiayu        | CHN China          | 52.31 | Recorde nacional |
| Medalha de bronze | 5    | David Plummer   | USA Estados Unidos | 52.40 |                  |
| 4                 | 3    | Mitch Larkin    | AUS Austrália      | 52.43 |                  |
| 5                 | 6    | Camille Lacourt | FRA França         | 52.70 |                  |
| 6                 | 7    | Evgeny Rylov    | RUS Rússia         | 52.74 |                  |
| 7                 | 1    | Ryosuke Irie    | JPN Japão          | 53.42 |                  |
| 8                 | 8    | Robert Glință   | ROU Romênia        | 53.50 |                  |

Legenda
| Recorde mundial      | Recorde mundial (World record)               |                       | Recorde africano                      | Recorde africano (African) |                                           | Q | Classificado por posição (Qualified) |
| Recorde olímpico     | Recorde olímpico (Olympic record)            | Recorde da América    | Recorde da América (Americas)         | q                          | Classificado por melhor tempo (Qualified) |   |                                      |
| Melhor marca do ano  | Melhor marca do ano (World leading)          | Recorde asiático      | Recorde asiático (Asian)              | DNS                        | Não largou (Did not start)                |   |                                      |
| Recorde nacional     | Recorde nacional (National record)           | Recorde europeu       | Recorde europeu (European)            | DNF                        | Não terminou (Did not finish)             |   |                                      |
| Recorde pessoal      | Recorde pessoal do atleta (Personal best)    | Recorde da Oceania    | Recorde da Oceania (Oceania)          | DSQ / DQ                   | Desclassificado (Disqualified)            |   |                                      |
| Recorde da temporada | Recorde da temporada do atleta (Season best) | Recorde sul-americano | Recorde sul-americano (South America) | NM                         | Sem marca (No mark)                       |   |                                      |